# Media.Vision
Pour les articles homonymes, voir Media Vision.
Media.Vision (メディア・ビジョン株式会社, Media Bijon Kabushiki-Gaisha) est une entreprise japonaise de développement de jeux vidéo.

## Jeux

### PlayStation 3
- Shining Resonance
- Digimon Story: Cyber Sleuth

### PlayStation 4
- Valkyria: Azure Revolution
- Shining Resonance Refrain
- Valkyria Chronicles IV

### PlayStation
- Crime Crackers
- Crime Crackers 2
- Gunners Heaven / Rapid Reload
- Wild Arms
- Wild Arms 2

### PlayStation 2
- Heavy Metal Thunder
- Mawaza
- Wild Arms 3
- Wild Arms 4
- Wild Arms: Alter Code F
- Wild Arms 5

### PlayStation Portable
- Wild Arms XF
- Enkaku Sōsa: Shinjitsu e no 23 Nichikan
- Valkyria Chronicles III

### Xbox
- Sneakers

### Xbox One
- Shining Resonance Refrain

### Windows
- Shining Resonance Refrain

### Nintendo DS
- RIZ-ZOAWD

### Wii
- Dragon Ball: Revenge of King Piccolo

### iOS / AndroidetPlayStation Vita
- Chaos Rings
- Chaos Rings II
- Chaos Rings III